# Leon Wagner
Leon Wagner (* 15. April 2005) ist ein deutscher Volleyballspieler.

## Karriere
Wagner spielte von 2021 bis 2024 bei der Nachwuchsmannschaft VC Olympia München, zunächst in der Bayernliga und dann in der Regionalliga Ost. Im Dezember 2023 bekam er ein Zweitspielrecht für den ASV Dachau und kam im Januar im Heimspiel gegen die SWD Powervolleys Düren zu seinem ersten Einsatz in der ersten Liga. Seit 2024 steht er im Kader des Erstligisten WWK Volleys Herrsching.